# 안영모
안영모(1930년 1월 19일~2022년 4월 19일)는 대한민국의 외과 및 가정의학과 의사로, 안철수 국민의힘 국회의원의 부친이다.
맏며느리는 김미경 교수이며, 친손녀는 안설희이다. 본관은 순흥(順興)이다.

## 생애

### 일생
국민의힘 국회의원 안철수의 아버지 안영모는 1930년 1월 19일, 경남 양산에서 안호인 부부의 아들로 태어났다. 만18세 당시 경상남도 부산공업중학교(현재의 부산공업고등학교)를 졸업하고 만20세 당시 서울대학교 의과대학에 진학했다. 1956년 대학에서 의학 학사 학위를 취득한 후 육군 군의관으로 7년 6개월 근무하는 동안 1959년 당시 여덟 살 어린 박귀남과 맞선을 보고 결혼했다. 당시 장인(박덕봉)은 부산에서 큰 사업을 한 것으로 알려져 있다.
1956년 2월, 서울대학교 의과대학(의학과)에서 의학 학사 학위를 취득하고 육군 군의관 군의무장교 대위 말년(1963년 9월 당시 육군 군의무관 대위 예편)이던 때였던 1962년 2월 26일(음력 1월 22일)에 낳은 장남인 안철수가 갓 돌을 넘겼던 1963년 10월 당시 부산 지역의 판자촌이기도 하였던 직할시 진구 서면(西面)시장의 내일상가 인근의 변두리의 범천동 판자촌에 '범천의원'을 개원하며 개업 의사로서의 삶을 시작했다. 판자촌에 세운 범천의원에서 당시 다른 병원 절반 수준의 진료비를 받으며 운영했다. 진료비를 걱정하는 주민들에게 오히려 접수보다 먼저 진료부터 했고 섬유산업이 상당히 발달한 부산에서 기계 때문에 손가락을 잘린 수많은 직공들의 접합 수술을 하고 밤늦게까지 진료하기도 하였다. 1970년대에 교통사고를 당한 신문배달 소년을 무료로 진료해서 당시 지역 일간지에 보도되기도 했다. "아무리 어린 학생이 그 수중에 무슨 돈이 있겠느냐"며 병원 앞에서 사고를 당한 소년을 치료한 후 그냥 차라리 돌려보낸 것이다. 결국 이런 선행이 알려지면서 '부산의 슈바이처'라고 불리기도 했다.
아무리 벽촌(僻村)과 빈촌(貧村)에서 홀로 개업 병원을 운영하면서도 배움을 계속하며, 1971년 2월 부산대학교에서 박사 학위를 받았다. 2012년 1월 초중순에서부터 장남인 안철수 훗날 국민의당 대표가 11월 정계 입문을 예고하면서 찾아오는 사람이 늘자 2012년 연말에 폐업 예정이기도 하였던 범천의원을 부담감에 6개월 앞당겨 조기 폐업했다.

### 사망
2022년 4월 19일에 서울특별시 종로구 연건동 서울대학교병원에서 사망했다. 
당시 국민의당 대표 안철수는 서울특별시 종로구 연건동 서울대학교병원에 소재한 선친 안영모의 빈소를 지키게 되었다. 김동연 경기도 도지사 지선 후보, 권은희 국민의당 원내대표, 권성동 국민의힘 원내대표, 서병수 국민의힘 국회의원, 이철희 청와대 비서실 정무수석비서관, 나경원 전직 자유한국당 국회의원, 유승민 전직 무소속 국회의원, 김부겸 국무총리, 한덕수 후임 차기 정권 국무총리 후보자 등의 정계 인사들과 이재용 삼성전자 부회장, 최태원 SK 회장 등의 재계 등을 비롯한 경제계 인사들이 빈소를 찾아 조문을 하였다.

## 경력

### 주요 경력
- 범천의원 원장 (1963년 10월 - 2012년 6월)

### 학력
- 서울대학교 의과대학 의학 학사 (1956년 2월)
- 부산대학교 대학원 의학 석사 (1960년 2월)
- 부산대학교 대학원 의학 박사 (1971년 2월)

### 군의관 경력
- 육군 군의관 군의무장교 중위 임관 (1956년 3월)
- 육군 군의관 군의무장교 대위 진급 (1958년 3월)
- 육군 군의관 군의무장교 대위 예편 (1963년 9월)

### 가족 관계
- 본인 : 안영모[주 3]
- 배우자 : 박귀남[주 4]
- 자녀 : 안철수(장남), 안상욱(차남), 안선영(막내딸)
- 아버지 : 안호인[주 5]
  - 친인척 관계
    - 장인 : 박덕봉
    - 장자부 : 김미경[주 6]
    - 차자부 : 전명진[주 7]
    - 막내 사위 : 조성재[주 8]
    - 친손녀 : 안설희(장남 안철수 부부의 외동 딸)
    - 친손자 : 안성준(차남 안상욱 부부의 외동 아들)
    - 외손녀 : 조민지(막내딸 안선영 부부의 맏딸)
    - 외손녀 : 조민아(막내딸 안선영 부부의 막내딸)

### 내용주
1. ↑  아버지 안호인(安鎬仁, 1911년~1995년) 氏는 일제강점기 경상남도 밀양군(密陽郡)에서 출생한 이인데 그는 지난날 1930년 3월(아들 안영모 원장이 태어난지도 이미 두달째가 되던 해)에 일제 시대 경상남도 부산부 제2상업중학교(현재의 개성고등학교)를 졸업한 자이고 그로부터 1년 후 1931년부터 이듬해 1932년까지 일제 시대 경성부 소재 조선미곡창고 주식회사(朝鮮米穀倉庫 株式會社)의 최하급 화물원(最下級 貨物員)으로 1년 동안 착취(搾取)되었었으며 1932년부터 1940년까지 일제 시대의 경상남도 양산금융조합(慶尙南道 梁山金融組合)의 평조합원(平組合員)을 8년 동안 지낸 훗날 1940년부터 1943년까지 일제 시대의 경상남도 밀양금융조합(慶尙南道 密陽 金融組合)의 평조합원(平組合員)을 3년 동안 지냈고 1943년부터 이듬해 1944년까지 일제 시대 말기의 경상남도 부산금융조합(慶尙南道 釜山金融組合)의 평조합원(平組合員)을 1년 동안 지낸 이임.
2. ↑  장인 박덕봉(1910년~1990년) 氏는 경상남도 부산 지역의 사업가(기업인) 출신.
3. ↑  불교를 이탈한 후 개신교(예장합동)으로 첫 개종하였으나 나중으로는 가톨릭(세례명: 앨버트)으로 마지막 개종.
4. ↑  1938년생.
5. ↑  1944년 당시 34세 시절에 일제강점기 경상남도 부산금융조합(구 조흥은행(경상합은(경상합동은행)의 후신이자 훗날의 현재 통합 신한은행)의 전신)의 평조합원(일제 시대 경남 부산금융조합 예하 평직원)으로 퇴임.
6. ↑  장자부 김미경(金美暻)은 병리의학과 의사 겸 변호사 및 서울대학교 의과대학 교수 출신으로 의사 김우현 개업 원장(전직 성균관대학교 의과대학 객원교수 역임)의 딸.
7. ↑  차남(둘째 아들)인 안상욱 개업 한의 원장(한의사 및 한의학 석사)의 부인.
8. ↑  1957년생.

### 참조주
1. 1 2  김, 희돈 (2022년 5월 1일). “[편집국에서] 한 지방 의사에 대한 늦은 조문”. 부산일보. 2022년 8월 3일에 확인함.
2. ↑  안, 석 (2022년 4월 20일). “‘부산의 슈바이처’… 안철수 부친 안영모 前원장 별세”. 서울신문. 2022년 8월 3일에 확인함.
3. ↑  김, 문관 (2022년 4월 19일). “안철수 인수위원장 부친상...故 안영모 前 원장은 ‘서민들의 의사’ (종합)”. 조선비즈. 2022년 8월 3일에 확인함.
4. ↑  박, 동민 (2022년 4월 19일). “빈민촌서 '반값'에 인술 베푼 안영모씨 별세”. 매일경제. 2022년 8월 3일에 확인함.
5. ↑  허, 란 (2012년 5월 4일). “안철수 부친, 돌연 병원 폐업 왜?”. 한국경제. 2022년 8월 3일에 확인함.
6. ↑  보도(Daum) 관련 자료 리스트
7. ↑  김, 연정 (2022년 4월 19일). “安의 사부곡…인수위 잠시 떠나 '평생 본보기' 아버지 곁 지킨다”. 연합뉴스. 2022년 8월 3일에 확인함.
8. ↑  윤, 은영 (2022년 4월 20일). “안철수 부친 빈소에 정계 인사들 조문 행렬”. 한국일보. 2022년 8월 3일에 확인함.
9. ↑  박, 지영 (2022년 4월 20일). “안철수 부친상에 정재계 조문 이어져…이재용·김부겸·한덕수 빈소 찾아”. 조선비즈. 2022년 8월 3일에 확인함.
10. ↑  최, 혜승 (2022년 4월 20일). “한덕수·이재용·최태원… 안철수 부친 빈소에 각계 인사 조문 행렬”. 조선일보. 2022년 8월 3일에 확인함.